# Jan Guderski
Jan Guderski (ur. 25 grudnia 1894 w Warszawie, zm. 16 grudnia 1961 tamże) – major saperów Wojska Polskiego.

## Życiorys
Jan Guderski był synem Stanisława i Anny. Miał trzech braci: Idziego (inżyniera leśnika), Konrada (dowódcę Obrony Poczty Polskiej) i Mariana (porucznika). Uczęszczał od 1909 r. do szkoły realnej w Warszawie, po czym rozpoczął naukę w tamtejszej Szkole Technicznej. Jednak w 1913 r. przeniósł się do Średniej Szkoły Mechaniczno-Technicznej. Równolegle pobierał nielegalne nauki rzemiosła wojskowego, będąc od 1912 r. członkiem kompanii akademickiej Polskich Drużyn Strzeleckich. Sam zorganizował i wyszkolił trzy zastępy tej formacji – w Pruszkowie, Utracie i wśród uczniów szkoły rolniczej w Pszczelinie koło Brwinowa. Po wybuchu wojny światowej wstąpił w szeregi Polskiej Organizacji Wojskowej i służył w niej jako wywiadowca – meldował przełożonym w Warszawie o ruchach, walkach i dyslokacji wojsk niemieckich i rosyjskich. W marcu 1915 r. zmuszony został przerwać naukę i działalność konspiracyjną – zmobilizowano go do armii rosyjskiej. Prawdopodobnie wkrótce jego rodzina ewakuowana została do Rosji wraz z warsztatami kolejowymi. Guderski służył w Rosji jako urzędnik wojskowy w tyłowych oddziałach inżynieryjnych, budujących drogi i mosty, przerzucanych, w zależności od potrzeb, z jednego odcinka frontu na drugi. Podczas prac w rejonie Baranowicz dostał się 3 marca 1918 r. do niewoli niemieckiej i został wywieziony do obozu jeńców w Hammerstein, wolność odzyskał już w połowie czerwca. Wyjechał wówczas w głąb ogarniętej rewolucją Rosji, zapewne w celu poszukiwania rodziny. Prawdopodobnie cała rodzina przyjechała do Warszawy z Kurska w połowie lipca, po czym wróciła do Pruszkowa
21 sierpnia 1918 r. przyjęty został do polskiej Szkoły Podchorążych Piechoty w Ostrowi Mazowieckiej, naukę ukończył późną wiosną 1919 r. Pierwszy przydział dostał jako instruktor i dowódca oddziałów szkolnych w swej macierzystej Szkole Podchorążych oraz w nowo utworzonej Szkole Podchorążych Saperów w Warszawie. W okresie wojny polsko-bolszewickiej brał udział ze swoją kompanią na froncie w składzie 10 Grupy Fortyfikacyjnej. Pod koniec 1920 r. przeniesiony został z piechoty do saperów. Przez kilka kolejnych lat kontynuował działalność pedagogiczną, m.in. w Oficerskiej Szkole Inżynierii i Kościuszkowskim Obozie Szkolnym Saperów. W maju 1921 r. zgłosił się jako ochotnik do III powstania śląskiego i sformował powstańczy oddział saperski, który w czasie blisko dwumiesięcznej służby zasłużył się w niszczeniu mostów i szlaków komunikacyjnych oraz budowie fortyfikacji. W 1922 r. służy w 1 pułku saperów, a od 1923 r. był żołnierzem nadetatowym w tym pułku. Podczas przewrotu majowego 12 maja 1926 r., jako dowódca kompanii podchorążych I roku, został skierowany do ochrony gmachu Rady Ministrów, a następnie w rejon Placu Teatralnego, kompania podchorążych została podporządkowana grupie dowodzonej przez gen. broni Lucjana Żeligowskiego. W 1926 r. został przeniesiony na stanowisko członka komisji odbiorczych sprzętu wojskowego w Centralnym Zakładzie Zaopatrzenia Saperów, a w 1927 r. na referenta minerstwa w Biurze Technicznym Instytutu Badań Inżynierii. W 1931 r. bierze udział w rocznym Kursie Fortyfikacyjnym, a po jego ukończeniu w styczniu 1932 r., zostaje skierowany na krótko do sztabu gen. dyw. Aleksandra Osińskiego – Inspektora Armii, ale już w marcu 1932 r. skierowany został do „linii” – objął dowództwo kompanii w 2 batalionie saperów w Puławach, gdzie służył do 1935 r. W 1935 r. objął dowództwo jednego z nowo formowanych oddziałów – Ośrodka Sapersko-Pionierskiego 20 Dywizji Piechoty w Słonimiu. Z końcem 1936 r. objął stanowisko Kierownika Studiów Saperskich w sztabie gen. dyw. Władysława Bortnowskiego – Inspektora Armii w Toruniu. Jesienią 1938 r. bierze udział w zajęciu Zaolzia, jako szef saperów Samodzielnej Grupy Operacyjnej „Śląsk” przeznaczonej do wykonania tego zadania. Po zakończeniu akcji, 29 listopada, objął stanowisko zastępcy dowódcy 8 batalionu saperów w Toruniu. Najpóźniej z końcem maja, otrzymał stanowisko dowódcy świeżo zmobilizowanego 15 batalionu saperów, który przeznaczony był do składu 15 Dywizji Piechoty. Podczas przebijania się przez Sieraków, Laski i Wawrzyszew do Warszawy, 18 września 1939 r. został kontuzjowany w głowę. Po kapitulacji Warszawy został przewieziony do oficerskiego obozu jenieckiego Oflag IIc w Woldenbergu, gdzie przebywał do 1945 r., a następnie w Pappenburga, gdzie doczekał końca wojny i podjął pracę w utworzonym tam obozie repatriacyjnym.
Do kraju powrócił 30 lipca 1947 r. i zamieszkał wraz z żoną w Łomiankach. 1 listopada podjął pracę w Zjednoczeniu Przemysłu Drzewnego jako kierownik Wydziału Zaopatrzenia, po miesiącu przeniósł się do Państwowego Przedsiębiorstwa Budowlanego, gdzie otrzymał stanowisko naczelnika Wydziału Sprzętu. Następnie 1 grudnia 1949 r., został starszym inspektorem Zjednoczenia Budownictwa Miejskiego w Warszawie. Wstąpił do Zjednoczonego Stronnictwa Ludowego, był również członkiem Towarzystwa Przyjaźni Polsko-Radzieckiej i Ligi Przyjaciół Żołnierza. Jako przedwojenny oficer, zgłosił się ochotniczo do Wojska Polskiego, ale nie przyjęto go jednak do służby czynnej. 30 grudnia 1950 r. został przeniesiony do rezerwy, a 2 maja 1955 r. – skreślony z ewidencji wojskowej wskutek przekroczenia granicy wieku. Zmarł 16 grudnia 1961. Został pochowany w grobie rodzinnym na cmentarzu parafialnym w Łomiankach-Kiełpinie.

## Awanse
- podchorąży – 1919
- podporucznik – 9 czerwca 1919
- porucznik – 1920
- kapitan – 1924 (starszeństwo z dniem 1 lipca 1923)[8]
- major – 27 czerwca 1935 ze starszeństwem z dniem 1 stycznia 1935 i 8. lokatą w korpusie oficerów inżynierii i saperów[9] (w marcu 1939, w tym samym stopniu i starszeństwie, zajmował 5. lokatę w korpusie oficerów saperów, grupa liniowa[10])

## Ordery i odznaczenia
- Krzyż Niepodległości (28 grudnia 1933)[11]
- Krzyż Walecznych (dwukrotnie: po raz pierwszy w 1921 „za czyny męstwa i odwagi wykazane w bojach toczonych w latach 1918–1921”[12], po raz drugi „za czyny męstwa i odwagi wykazane w wojnie rozpoczętej 1 września 1939 roku”
- Złoty Krzyż Zasługi[10]
- Srebrny Krzyż Zasługi (dwukrotnie[10]: po raz pierwszy 28 lutego 1925[13])
- Krzyż na Śląskiej Wstędze Waleczności i Zasługi
- Medal Pamiątkowy za Wojnę 1918–1921 (1928)
- Medal Dziesięciolecia Odzyskanej Niepodległości (1928)
- Państwowa Odznaka Sportowa[14]
- Odznaka Strzelecka[14]